# 张伏佳
张伏佳 (1982年8月15日—) 中国河南人，棒球内野手，效力于河南吉象队、四川蛟龙队。作为中国国家棒球队的一员参加了2009年世界棒球經典賽。